# 세르비아 몬테네그로의 국장

유고슬라비아 연방 공화국과 세르비아 몬테네그로의 국장

세르비아 몬테네그로의 국장은 유고슬라비아 연방공화국 시절이었던 1993년에 제정되었으며 세르비아 몬테네그로가 해체되었던 2006년 6월까지 사용되었다.
빨간색 방패 안에는 두 개의 머리를 가진 은색 독수리가 그려져 있으며 방패 가운데에는 빨간색 작은 방패가 그려져 있다. 작은 방패 왼쪽 상단과 오른쪽 하단에는 세르비아를 상징하는 은색 세르비아 십자 문양이 그려져 있으며 작은 방패 오른쪽 상단과 왼쪽 하단에는 몬테네그로를 상징하는 금색 사자 문양이 그려져 있다.

## 같이 보기
- 세르비아 몬테네그로의 국기
- 유고슬라비아의 국장
- 몬테네그로의 국장
- 세르비아의 국장
- 코소보의 국장